# Animotion
Animotion – amerykańska grupa muzyczna wykonująca New Wave i synthpop, założona w 1983 roku.

## Dyskografia
- Animotion – 1984
- Strange Behavior – 1986
- Animotion (Room to Move) – 1988
- Obsession : The Best of Animotion – 1996
- The Best of Animotion – 1998
- Animotion – reedycja z 5 bonusowymi utworami – 2009
- Strange Behavior – reedycja z 5 bonusowymi utworami – 2009

Album Animotion w Kanadzie był sprzedawany pod nazwą The Language of Attraction.